# Bittium nanum
Bittium nanum is een slakkensoort uit de familie van de Cerithiidae. De wetenschappelijke naam van de soort is voor het eerst geldig gepubliceerd in 1864 door Mayer als Cerithiopsis nana.